# Dieser Weg
Dieser Weg ist ein Lied des deutschen Musikers Xavier Naidoo aus dem Jahr 2005.

## Entstehung und Veröffentlichung
Das Lied wurde vom Interpreten selbst, zusammen mit Philippe van Eecke, geschrieben beziehungsweise komponiert. Letzterer zeichnete darüber hinaus auch für die Produktion verantwortlich.
Die Erstveröffentlichung von Dieser Weg erfolgte als Single am 4. November 2005. Am 25. November 2005 erschien es als Teil von Xavier Naidoos viertem Studioalbum Telegramm für X, dessen erste Singleauskopplung es ist. Diese erschien als Maxi-Single mit zwei Remixversionen sowie einer Rapversion des Titels Abgrund als B-Seite.

## Musikvideo
Im dazugehörigen Musikvideo spielen die deutschen Schauspieler Esther Schweins und Steffen Wink mit. Bis September 2023 zählte es über 32 Millionen Aufrufe bei YouTube.

## Inhalt
Xavier Naidoo schrieb das Lied ursprünglich für seinen drei jährigen Patensohn Elijah. Seine Intention sei gewesen, ihm hiermit einen Ratschlag zu geben. Naidoo habe nicht so viel Zeit für ihn wie er gerne hätte und habe sich gedacht, er nutze jetzt mal die Chance und gebe ihm eine kleine Liedbotschaft mit auf den Weg, die genauso an ihn selbst gerichtet sei – aber auch an ihn, ganz ehrlich zu sagen: „Es ist hammermäßig, was dir passieren kann im Leben, aber einfach wird’s nicht“.
Weitere Bekanntheit erlangte das Lied während der Fußball-Weltmeisterschaft 2006, in Verbindung mit dem sogenannten Sommermärchen. Anteil daran hatte unter anderem der Nationalspieler Gerald Asamoah, der als inoffizieller Diskjockey der deutschen Nationalelf für die Musikauswahl in der Umkleidekabine fungierte und zur Motivation vor den Spielen Dieser Weg auflegte.

## Kommerzieller Erfolg

### Chartplatzierungen
| ChartsChartplatzierungen | Höchstplatzierung | Wochen |
| ------------------------ | ----------------- | ------ |
| Deutschland (GfK)        | 2 (80 Wo.)        | 80     |
| Österreich (Ö3)          | 2 (27 Wo.)        | 27     |
| Schweiz (IFPI)           | 3 (67 Wo.)        | 67     |

| ChartsJahrescharts (2005) | Platzierung |
| ------------------------- | ----------- |
| Deutschland (GfK)         | 37          |
| Österreich (Ö3)           | 33          |
| Schweiz (IFPI)            | 67          |

| ChartsJahrescharts (2006) | Platzierung |
| ------------------------- | ----------- |
| Deutschland (GfK)         | 10          |
| Österreich (Ö3)           | 37          |
| Schweiz (IFPI)            | 17          |

### Auszeichnungen für Musikverkäufe
| Land/Region        | Auszeichnungen für Musikverkäufe (Land/Region, Auszeichnung, Verkäufe) | Verkäufe |
| ------------------ | ---------------------------------------------------------------------- | -------- |
| Deutschland (BVMI) | Gold                                                                   | 150.000  |
| Insgesamt          | 1× Gold ·                                                              | 150.000  |

## Coverversionen (Auswahl)
- 2008: Adoro (Album: Adoro)[1]
- 2012: Die Priester (Album: Spiritus dei – Das Live-Konzert aus Altöttling)[1]
- 2014: Andreas Gabalier (Album: Sing meinen Song – Das Tauschkonzert, Vol. 1)[13]
- 2018: Heino (Album: …und tschüss – Das letzte Album)[1]